# Дајерсберг (Тенеси)
Дајерсберг (енгл. Dyersburg) град је у америчкој савезној држави Тенеси.

## Демографија
По попису из 2010. године број становника је 17.145, што је 307 (-1,8%) становника мање него 2000. године.
| Група             | 2000.          | 2010.          |
| Белци             | 13.087 (75,0%) | 11.730 (68,4%) |
| Афроамериканци    | 3.843 (22,0%)  | 4.442 (25,9%)  |
| Азијати           | 95 (0,5%)      | 130 (0,8%)     |
| Хиспаноамериканци | 237 (1,4%)     | 513 (3,0%)     |
| Укупно            | 17.452         | 17.145         |